# André de Foix

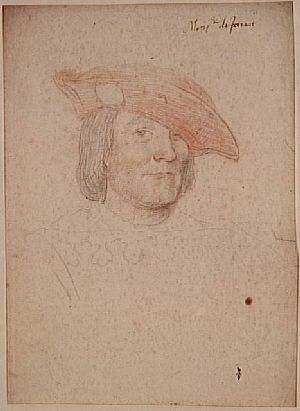
André de Foix, por Jean Clouet

André de Foix, senhor de Lesparre (ou Asparroz), conde de Montfort, dito Lesparre (1490 - 1547), foi um general francês, combateu por seu país na Espanha e na Itália.
Filho de Jean de Foix, visconde de Lautrec e governador do Delfinado, e de Jeanne d'Aydie de Lescun, era irmão da amante de Francisco I. Comandou o Armée de Guyenne' durante a ofensiva franco-navarra em Pamplona.
Esta batalha tornou-se célebre pois, durante a defesa da cidade Inácio de Loyola, então jovem oficial, foi ferido gravemente e, durante sua convalescença, convertera-se ao sacerdócio. Pamplona caiu a 20 de maio de 1521, durante a Guerra Italiana de 1521-1526.
Após alguns rápidos sucessos, abriu exageradamente suas linhas e, em inferioridade numérica, foi batido e feito prisioneiro durante a batalha de Noain (1521).
Morreu durante as Guerras Italianas.